# Грипа (село)
Грипа е бивше село в Егейска Македония, Гърция, разположено на територията на дем Пеония в административна област Централна Македония.

## География
Селото е било разположено в източната част на планината Паяк (Пайко), североизточно от Църна река (Карпи) и югоизточно от Купа, при слива на реките Коджадере (Валия Маре, Мега Рема) и Валия Раци.

## История
Селото се разпада в първата половина на XIX век вследствие на постоянните нападения от мюсюлмански разбойнически банди от дезертьори от османската войска, познати като тумбулеци. Селяните се заселват в Баровица и Църна река. В Баровица от Грипа произхожда родът Шашови.